# Bashkirium
| ❮ | System      | Subsystem     | Serie                   | Stufe        | ≈ Alter (mya) |
| - | ----------- | ------------- | ----------------------- | ------------ | ------------- |
| ❮ | später      | später        | später                  | später       | jünger        |
| ❮ | K a r b o n | Pennsylvanium | Oberes Pennsylvanium    | Gzhelium     | 298,9 ⬍ 303,7 |
| ❮ | K a r b o n | Pennsylvanium | Oberes Pennsylvanium    | Kasimovium   | 303,7 ⬍ 307   |
| ❮ | K a r b o n | Pennsylvanium | Mittleres Pennsylvanium | Moskovium    | 307 ⬍ 315,2   |
| ❮ | K a r b o n | Pennsylvanium | Unteres Pennsylvanium   | Bashkirium   | 315,2 ⬍ 323,2 |
| ❮ | K a r b o n | Mississippium | Oberes Mississippium    | Serpukhovium | 323,2 ⬍ 330,9 |
| ❮ | K a r b o n | Mississippium | Mittleres Mississippium | Viséum       | 330,9 ⬍ 346,7 |
| ❮ | K a r b o n | Mississippium | Unteres Mississippium   | Tournaisium  | 346,7 ⬍ 358,9 |
| ❮ | früher      | früher        | früher                  | früher       | älter         |

Das Bashkirium ist in der Erdgeschichte die unterste chronostratigraphische Stufe des Pennsylvaniums (Karbon). Die Stufe entspricht in absoluten Zahlen (geochronologisch) dem Zeitraum von etwa 323,2 Millionen bis etwa 315,2 Millionen Jahren. Die Stufe folgt auf das Serpukhovium und wird vom Moskovium abgelöst.

## Namensgebung und Geschichte
Die Stufe ist nach dem Volk der Baschkiren bzw. der Republik Baschkirien (offiziell: Republik Baschkortostan) im südlichen Ural (Russland) benannt. Stufe und Name wurde 1934 von Sofija Wiktorowna Semichatowa vorgeschlagen.

## Definition und GSSP
Die untere Grenze der Stufe und damit die Untergrenze des Pennsylvaniums ist durch das Erstauftreten der Conodonten-Art Declinognathodus nodiliferus s. l. definiert. Die Stufe endet mit dem Erstauftreten der Conodonten-Art Declinognathodus donetzianus und/oder Idiognathoides postsulcatus sowie der Fusulinen-Art Aljutovella aljutovica. Das offizielle Referenzprofil der Internationalen Kommission für Stratigraphie („Global Stratotype Section and Point“) für das Bashkirium ist ein Profil in der Battleship-Wash-Formation im Arrow Canyon (Nevada, USA).

## Untergliederung
Das Bashkirium wird in sechs Conodonten-Biozonen unterteilt:
- Neognathodus-atokaensis-Zone
- Declinognathodus-marginodosus-Zone
- Idiognathodus-sinuosus-Zone
- Neognathodus-askynensis-Zone
- Idiognathoides-sinuatus-Zone
- Declinognathodus-noduliferus-Zone